# Stanleya pinnata
Станлея пірчаста (Stanleya pinnata) — вид рослини родини Капустяні.

## Назва
В англійській мові має назву «пустельне принцове перо» (англ. desert prince's splume).

## Будова
Напівкущ, що росте висотою 1,8 м з шкірястими блакитно-зеленим листям та жовтими квітами. Густе суцвіття з'являється восени.

## Поширення та середовище існування
Зростає у висикогір'ях США від Каліфорнії до Північної Дакоти, Канзасу та Техасу. 

## Практичне використання
Насіння можна вживати в їжу після приготування. Якщо його підсмажити та розмолоти в борошно з нього отримують пінолі. Молоде листя та стебла також готують. Вони мають капустяний смак, але гірчить, тому при приготуванні воду зливають.

## Цікаві факти
Дослідники з Університету штату Колорадо провели експеримент, щоб з'ясувати для чого рослина Stanleya pinnata накопичує селен у своєму листі. Для проведення досліду, були вибрані дві території. Спостереження показали, що лучні собачки чорнохвості (Cynomys ludovicianus), гризуни, що належать до родини вивіркових, є єдиними ворогами рослини у вибранній місцевості. Нa дослідних ділянках висадили розсаду: половину з 200 рослин обробили розчином солі селена - Na2SeO3. Рослини залишили нa 10 тижнів. По закінченню контрольного строку вчені провели аналізи вмісту селену в листі: у рослин з обробленої групи воно було в 20 раз більше ніж у інших. З'ясувалося, що неотруйні рослини гризуни поїдали втричі частіше, ніж оброблені. Через два роки, рослини з низьким вмістом селену були з'їдені майже повністю, a отруйні продовжили спокійно рости і нa другий рік зацвіли. Залишилося з'ясувати, як собачки дізнаються, в яких рослинах селена багато, a в яких - немає.

## Галерея

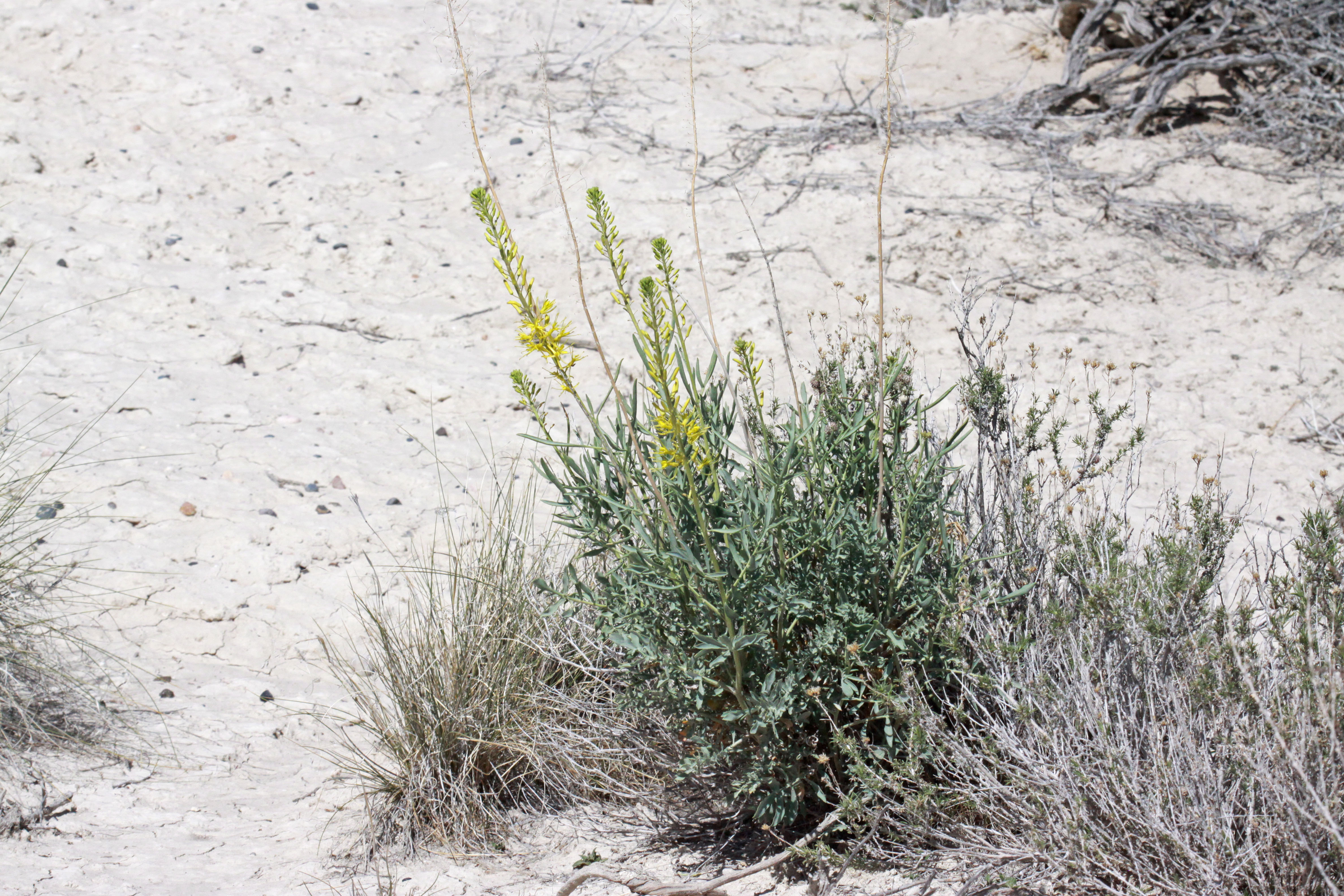
Зовнішній вигляд рослини
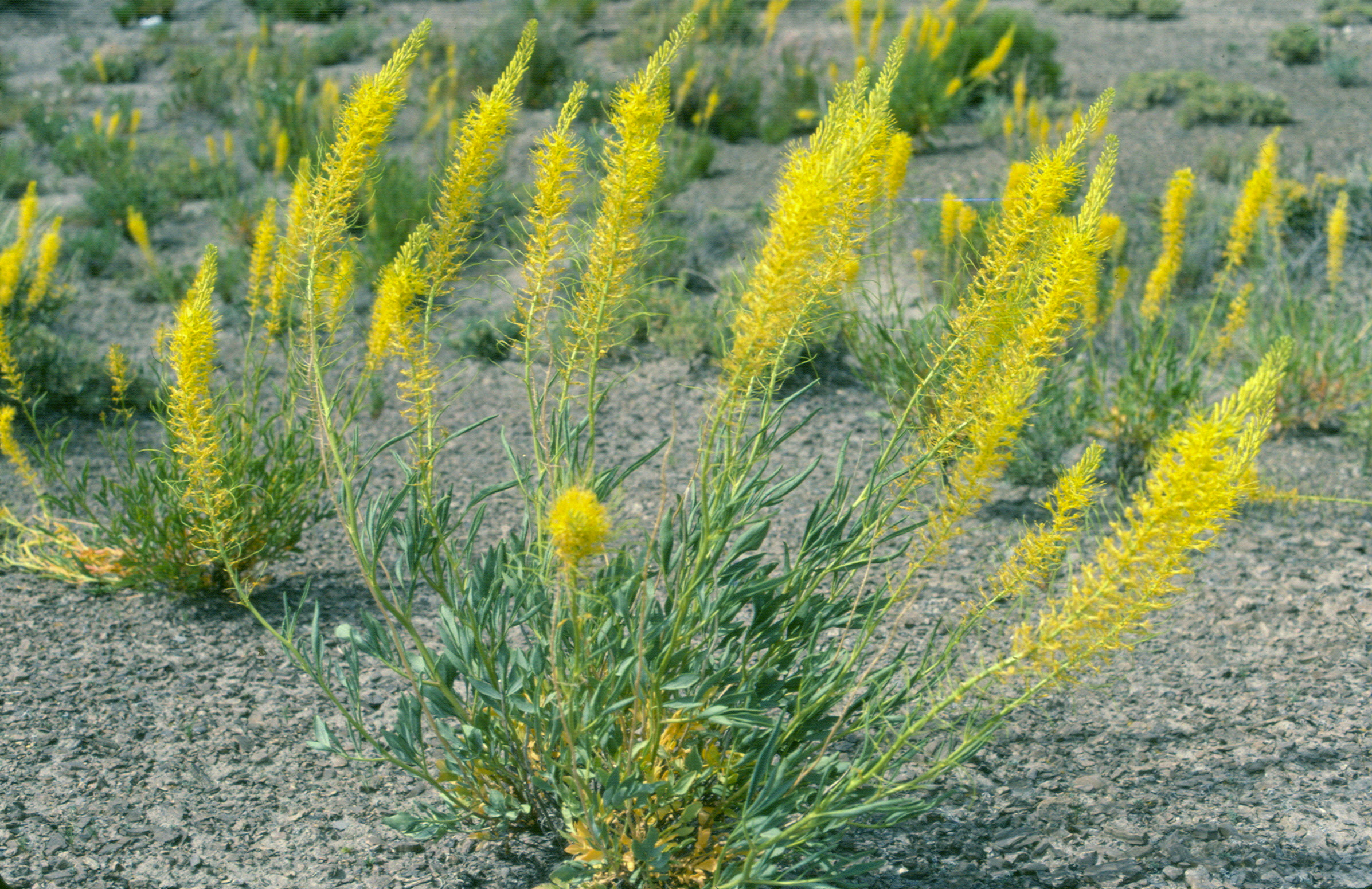
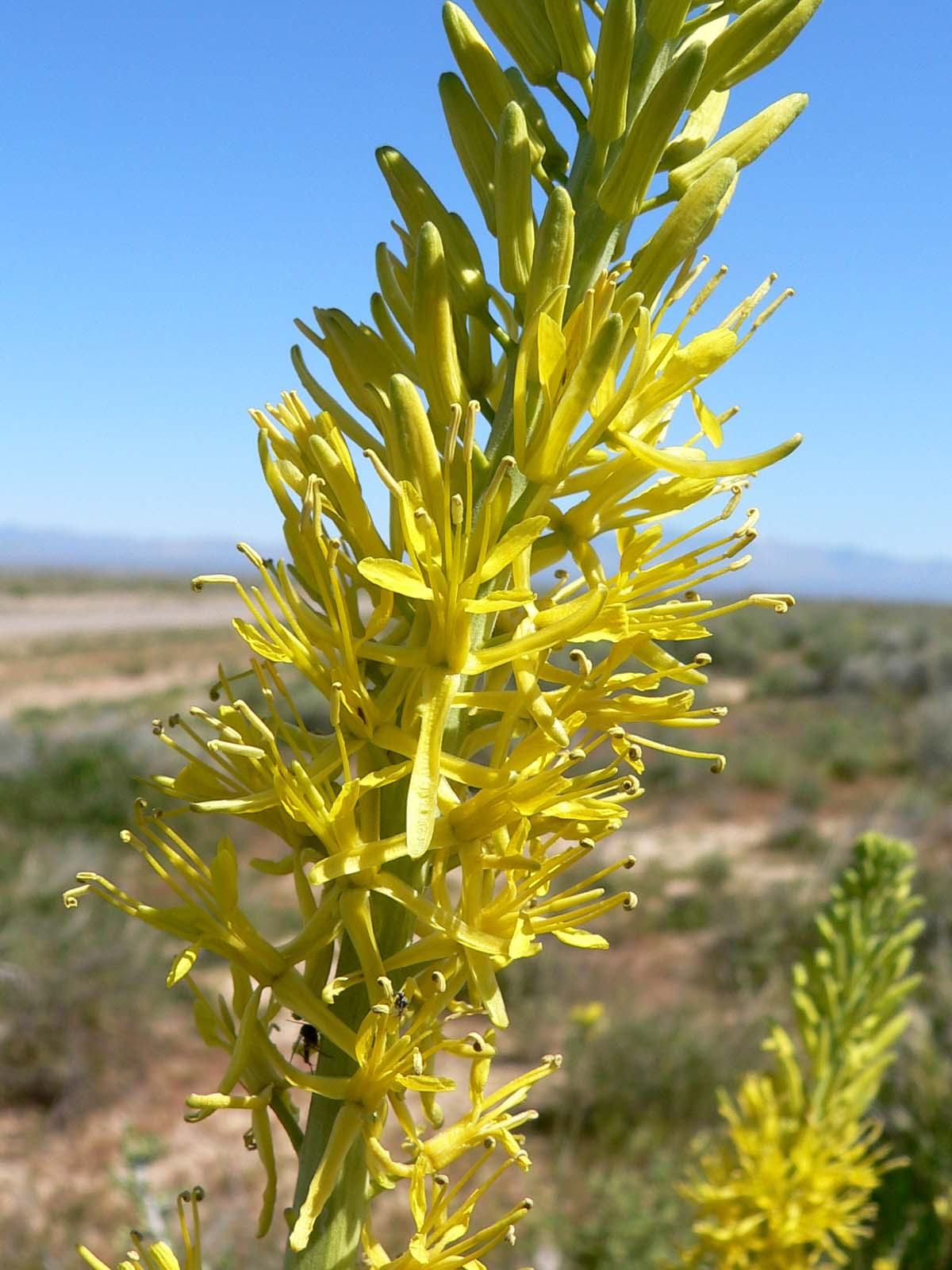
Суцвіття